# Музей на Античността (Торино)
Музеят на античността (на италиански: Museo di Antichità) е археологически музей в град Торино, регион Пиемонт, Северна Италия, част от Кралските музеи на Торино.

## История
Музеят води началото си от колекциите на Савойската династия, разширени през вековете благодарение на археологически кампании и на придобивки от частни колекции.
През 1572 г. херцог Емануил Филиберт разполага колекцията си от антики в Херцогския театър.
През 1608 г. наследникът му Карл Емануил I я разширява с артефакти от Пиемонт и от Савойското херцогство. Той пренася най-ценните от тях в новопостроената Художествена галерия, между Кралския дворец и Палацо Мадама, която обаче изгаря при пожар през 1658 г. Спасените предмети са прехвърлени в нова галерия, построена от Карл Емануил II, която също е унищожена от пожар през 1811 г. От тази колекция остава само генерален опис от 1631 г.
Виктор Амадей II нарежда преподреждането на останалите предмети и през 1723 г. възлага на историка Сципион Мафей (Scipione Maffei) да подреди надгробните паметници от Бастиона на Утешителката, съборен предходната година. Те, заедно с колекциите, дарени от Краля, новите придобивки от частни колекции и от археологически разкопки намират място в двора на Торинския университет. По време на Наполеоновото нашествие предметите са взети от французите, които връщат само част от тях при падането на Империята през 1815 г.
През 1832 г. предметите са изложени в сградата на Академията на науките, където от 1824 г. е разположена и колекцията от египетски находки на Бернардино Дровети – основа на Египетския музей. Така се създава Кралският музей на античността и на Египет, включващ нови старогръцки и римски експонати, колекция от находки от Магна Греция, преотстъпена от Луиджи Москини, и находки от разкопки в Пиемонт от онова време. В средата на 19 век музейната колекция е разширена чрез закупуването на етруски и кипърски артефакти.
През 1940 г. двете колекции се разделят и така се ражда Музеят на античността. През 1948 г. най-ценните предмети са изложени за постоянно на партера на Академията на науките.
През 1989 г. предметите са преместени в оранжериите на Кралските градини на Торино, където се помещават и през 2020 г.
През 1998 г. под Новото крило на Кралския дворец се изгражда павилион по проект на архитектите Габети и Изола, в който се съхраняват находки от района на Пиемонт. През май 2013 г. археологическите находки от Торино и околности намират място в трета секция под Новия ръкав на Кралския дворец, пряко свързана с останките от Римския театър на Augusta Taurinorum.

## Колекция
Музеят на античността е съставен от 3 раздела:

### Павилион на колекциите (Padiglione delle Collezioni)
- Гръцки и римски скулптури (релефи, статуи, портрети, бронзови фигури)
- Римска мозайка на Орфей (3 век сл. Хр.), открита през 18 век в Каляри
- Колекция Москини – гръцка и магно-гръцка керамика (вкл. и ценният псиктер на Евтимид от последната четвърт на 6 век пр.н.е.)
- Поредица от римски портрети, вкл. статуи с броня, намерени в Суза
- Праисторически и протоисторически колекции;
- Находки от Кипър от бронзовата до късноримската епоха
- Отливки от фриза на Арката на Август от Суза (8 век пр.н.е.)
- Етруски находки (саркофаг, погребални урни, съдове, бронзови фигури)
- Папирус на Артемидор: внушителен папирус от нач. на 1 век сл.н.е. с географско произведение. Някои учени го приписват на древния географ Артемидор Ефески.

### Павилион на територията (Padiglione del Territorio)
Организиран върху рампи с цел да се проследи историята на Пиемонт назад във времето – от Средновековието до Праисторията, подобно на археологическите разкопки.
- Средновековна керамика, открита в Новара
- Средновековни погребални дарове от лангобардските некрополи на Тестона Монкалиери, Кариняно и Лингото
- Стъклени предмети от Римската епоха, идващи от богата колекция, подредени в хронологичен ред
- Бронзови фигурки и съдове от Индустрия (Монтеу да По), намерени в светилището на Изида и Серапис, сред които триножник с богата фигурна украса, бик – символ на бог Апис, т. нар. „танцьорка“ и сатир от Елинистическата епоха (2 век пр.н.е.), надгробни паметници и забележителна монументална глава от Алба
- Погребални дарове от погребенията на т. нар. „Култура на Голасек“, от доримската епоха
- Находки от наколното селище от Вивероне с характерните зелени каменни брадви, от доримската епоха.

### Нов ръкав на Кралския дворец (Manica Nuova di Palazzo Reale)
- Изложба „Археология на Торино“ на предмети, свързани с града и околността, открита през 2013 г. Експонатите идват от колекциите на учени от XVI век, разширени от антикварите в следващите векове и влели се в кралските колекции, както и нови придобивки – резултат от последните археологически разкопки. Тук влизат:
  - реконструкция на жертвена зона (1 век сл. Хр.), открита близо до източните стени
  - богат набор от находки, открит в лангобардския некропол на Коленьо
  - протоисторически материал, открит в хълмистите местности на Брик Сан Вито и Кастелвекио ди Тестона
  - голям набор от надгробни плочи от романската епоха от разкопките на раннохристиянската базилика на Спасителя
  - позлатена бронзова глава от Римската империя
  - полихромна мозайка с амурче, яздещо делфин (2 век сл. Хр.)
  - останки от конен паметник, открити през 1577 г.
  - богато съкровище от монети от 16 век, открито през 1996 г.
- Съкровище от Маренго – богата колекция от римско сребро, предимно от 2 век пр.Хр., открито в Боско Маренго през 1928 г.
- Руини на Римския театър на Augusta Taurinorum.

## Галерия
- Бюст на Луций Вер
- Женска фигура
- Женски бюст
- Женски бюст
- Жрица на Изида
- Бюст на Александър Велики
- Стъклен съд от Древен Рим
- Стъклен съд от Древен Рим
- Стъклен съд от Древен Рим

## Полезна информация
До музея се стига:
- пеша: от ЖП гари Порта Нуова – 1,5 км, Порта Суза - 1,8 км;
- с градски транспорт: от ЖП гара Порта Нуова автобус n. 11 и трамвай n. 4; от ЖП гара Порта Суза автобуси n. 19, 51 и 57;
- с туристически автобус Torino City Sightseeing.

Безплатен достъп:
- Хора под 18 години
- Лица с увреждания и придружаващото ги лице
- Учители - придружители на училищни групи
- Туристически водачи на групи
- Служители на Министерството на културното наследство
- Притежатели на Abbonamento Musei Piemonte Valle d'Aosta, Torino + Piemonte Card или карта ICOM